# 瓦列里·謝列特

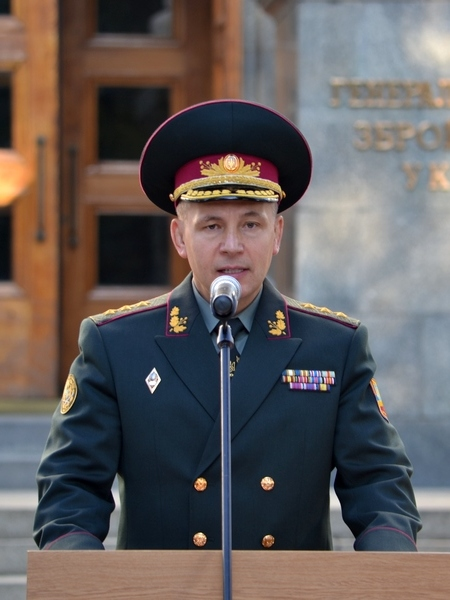
瓦列里·謝列特

瓦列里·維克托羅維奇·謝列特（羅馬化：Valerii Viktorovych Heletei；1967年8月28日—），烏克蘭的一位軍事及政治人物，軍銜上校；2014年7月3日至10月14日間，曾任烏克蘭國防部部長。謝列特曾在蘇聯軍隊服役。2006年，他晉升為上校。2014年7月，他獲得烏克蘭新總統彼得罗·波罗申科提名擔任國防部部長。2014年10月，他辭去國防部部長職務。